# Schweizerische Gesellschaft für Kartografie
Die Schweizerische Gesellschaft für Kartografie (SGK) ist eine Vereinigung von Kartographen und Kartografie-Interessierten. Der Verein mit Sitz in Neuenburg NE wurde 1969 in Bern gegründet. Am 25. Oktober 2019 feiert sie ihr 50-jähriges Jubiläum.

## Zweck
Der Verein widmet sich der Förderung der theoretischen und praktischen Kartografie sowie der Weiterbildung der entsprechenden Fachleute. Sie verbreitet Wissen und neue Erkenntnisse auf dem Gebiet der Kartenherstellung, der Kartenanwendung sowie der Kartengeschichte und fördert den Austausch von Erfahrungen mit Fachleuten und Institutionen im In- und Ausland. Sie engagiert sich für einen gesellschaftsinternen Dialog und raschen Informationsaustausch.

## Aktivitäten
Der Verein organisiert zweimal jährlich eine Mitgliederversammlung, kombiniert mit einem fachspezifischen Thema, sowie Workshops, Weiterbildungskurse, Firmen- und Ausstellungsbesuche. Der Verein informiert zu Neuigkeiten (Newsletter) und Veranstaltungen über verschiedene Kanäle. Sie publiziert auch eigene Lehrschriften und Landesberichte zur Kartografie. Ausserdem bildet sie Arbeitsgruppen zu kartografischen Themen und Kontakte zu Organisationen. Der Verein ist die offizielle Vertretung der Schweiz in der International Cartographic Association. Sie beteiligt sich in Kommissionen und Arbeitsgruppen der ICA, setzt Richtlinien für die Lehrlingsausbildung und beliefert ihre Mitglieder viermal jährlich mit der Zeitschrift «Kartographische Nachrichten».
Der Verein ist Mitglied bei der Schweizerischen Organisation für Geo-Information, SOGI und im Trägerverein Geomatiker / Geomatikerin Schweiz.

## Prix Carto

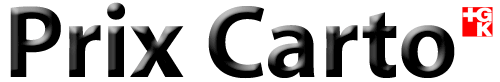

Die SGK zeichnet mit dem Prix Carto alle zwei Jahre herausragende, innovative kartografische Erzeugnisse aus, die sich aus der Fülle ähnlicher Werke abheben sowie neuartig und richtungsweisend sind. Zugelassen sind alle kartografischen Produkte, die entweder einen Bezug zur Schweiz aufweisen, oder von einem in der Schweiz ansässigen Bewerber geschaffen wurden. Die Produkte müssen im laufenden oder vorigen Jahr veröffentlicht worden sein. Der Preis wird in verschiedenen Kategorien vergeben:
- Prix Carto – 2006 bis 2011, ab 2023. Ab 2013 wurden die Kategorien print und digital eingeführt. 2023 wurden diese wieder zusammengefasst.
- Prix Carto – print (Druckprodukt), 2013 bis 2021
- Prix Carto – digital (Neue Medien), 2013 bis 2021
- Prix Carto – start (Nachwuchs-/Förderpreis), seit 2015, seit 2019 für Lernende und Schülerinnen und Schüler
- Prix Carto – edu (Nachwuchs-/Förderpreis für Studierende), seit 2019
- Prix Carto – Anerkennungspreis, seit 2019 behält sich die Jury vor, zusätzlich einen Anerkennungspreis zu vergeben

Die bisherigen Preisträgerinnen und Preisträger sind:
- 2021: Kategorie print: mySwissMap, Autor: Bundesamt für Landestopografie swisstopo. Kategorie digital: swisstopo-App, Autor: Bundesamt für Landestopografie swisstopo. Kategorie start: OL-Karte Oberwil, Autorin: Andrea Hess. Kategorie edu: Historical Map of Swiss Glaciers & Geology, Autor: Nicolas Reibel. Anerkennungspreis: «Land doesn't vote, people do.» - Evidence from Switzerland!, Autor: David Zumbach
- 2019: Kategorie print: Penan Community Maps, Autoren: Bruno Manser Fonds. Kategorie digital: Resources for Creating Imhof-inspired Maps, Autor: John Nelson. Kategorie start: keine Einreichungen. Kategorie Edu: Turbulence ahead – 3D Web-basierte Wetterinformationen für die Aviatik, Autorin: Lisa Stähli. Anerkennungspreis: Relief Möbel von Tim Boin.
- 2017: Kategorie print: Taktiler Atlas der Schweiz, Autorin: Anna Vetter, Esri Schweiz AG. Kategorie digital: OpenMapTiles, Autor: Petr Pridal, Klokan Technologies GmbH. Kategorie start: Augmented Reality App Swissarena. Autor: Michael Zwick, FHNW Muttenz.
- 2015: Kategorie print: Mera Peak / Island Peak-Karte, Autor: Climbing-Map GmbH. Kategorie digital: ThematicMapper, Autor: OCAD AG. Kategorie start: Karte Individuelles Reisen entlang der Transsibirischen Eisenbahn, Autoren: Fabian Ringli und Pascal Tschudi.
- 2013: Kategorie print: Atlas des Schweizerischen Nationalparks – die ersten 100 Jahre, Haupt Verlag. Kategorie digital: Politischer Atlas der Schweiz 1866–2012, Bundesamt für Statistik und Gaja Maps GmbH.
- 2011: für das Produkt Schweizer Weltatlas interaktiv, Institut für Kartografie und Geoinformation, ETH Zürich.
- 2009: für das Produkt Swiss Map Mobile 2009 iPhone Edition, Bundesamt für Landestopografie swisstopo und Andreas Garzotto GmbH, Reto Künzler und Andreas Garzotto.
- 2007: für das Produkt Exkursionsführer HADES des Hydrologischen Atlas der Schweiz, Geografisches Institut der Universität Bern.
- 2006: für das Produkt Demographische Umgebungsanalyse der Bevölkerungsstruktur im Kanton Zürich, Statistisches Amt des Kantons Zürich und GIS-Zentrum Zürich.